# Pinus rhaetica
Pinus rhaetica là một loài thực vật hạt trần trong họ Thông. Loài này được Brügger miêu tả khoa học đầu tiên năm 1880.